# Hourc
 Hourc  es una comuna y población de Francia, en la región de Mediodía-Pirineos, departamento de Altos Pirineos, en el distrito de Tarbes y cantón de Pouyastruc.

## Demografía
| 61 | 78 | 74 | 75 | 104 | 104 | 107 |
| Para los censos de 1962 a 1999 la población legal corresponde a la población sin duplicidades (Fuente: INSEE [Consultar]) |    |    |    |     |     |     |